# Meccano Mind
Singles
1. Pray
2. Message
3. Bliss

Meccano Mind est le premier album du groupe de rock britannique Syntax, sorti en 2004. Lorsque l’album est sorti dans les bacs, le groupe avait signé à l’époque chez Illustrious Records. L’album a reçu un bon accueil du point de vue médiatique, mais en vain. Même si le disque n’a pas été une réussite commerciale, les fans reçoivent fort bien l’album. La version japonaise compte trois titres supplémentaires.
Trois singles sont extraits de cet album : Pray, Message et Bliss.

## Liste des titres
| No  | Titre          | Durée |
| --- | -------------- | ----- |
| 1.  | Pray           | 6:14  |
| 2.  | Bliss          | 3:37  |
| 3.  | Strange Days   | 4:10  |
| 4.  | Message        | 5:17  |
| 5.  | Destiny        | 5:17  |
| 6.  | Pride          | 5:41  |
| 7.  | Little Love    | 6:23  |
| 8.  | Tower of Power | 5:41  |
| 9.  | Fever          | 4:19  |
| 10. | Time to Fly    | 6:20  |

| 1.  | Pray                     | 6:14 |
| 2.  | Bliss                    | 3:37 |
| 3.  | Strange Days             | 4:10 |
| 4.  | Message                  | 5:17 |
| 5.  | Destiny                  | 5:17 |
| 6.  | Pride                    | 5:41 |
| 7.  | Sexograph                | 3:14 |
| 8.  | Woman                    | 4:21 |
| 9.  | Love Song (I Wonder Why) | 2:54 |
| 10. | Little Love              | 6:23 |
| 11. | Tower of Power           | 5:41 |
| 12. | Fever                    | 4:19 |
| 13. | Time to Fly              | 6:20 |